# Apinisia graminicola
Apinisia graminicola är en svampart som beskrevs av La Touche 1968. Apinisia graminicola ingår i släktet Apinisia, ordningen Onygenales, klassen Eurotiomycetes, divisionen sporsäcksvampar och riket svampar.   Inga underarter finns listade i Catalogue of Life.